# Ectrosia ovata
Ectrosia ovata là một loài thực vật có hoa trong họ Hòa thảo. Loài này được Night. mô tả khoa học đầu tiên năm 2002.